# Harry Duggan
Henry Anthony "Harry" Duggan, född 8 juni 1903 i County Dublin, Irland, död september 1968, var en irländsk professionell fotbollsspelare. 
Duggan spelade större delen av sin karriär som högerytter i Leeds United där han mellan 1925 och 1936 gjorde 196 matcher och 49 mål, varav 187 matcher och 45 mål i ligan. Han spelade även i Newport County från 1936 till 1940, vilket resulterade i totalt 91 ligamatcher och 13 mål. 
Han gjorde även tolv landskamper för Irland totalt, då han spelade för de båda irländska landslagen, Irland (FAI) och Irland (IFA).